# الوکس-کورتون
الوکس-کورتون (به فرانسوی: Aloxe-Corton) یک کمون در فرانسه است که در Canton of Beaune-Nord واقع شده‌است.

## خصوصیات
الوکس-کورتون ۲٫۶۳ کیلومترمربع مساحت و ۱۶۶ نفر جمعیت دارد و ۲۴۸ متر بالاتر از سطح دریا واقع شده‌است.